# Daniel Giraldo
Daniel Eduardo Giraldo Cárdenas (ur. 1 lipca 1992 w Cali) – kolumbijski piłkarz występujący na pozycji defensywnego pomocnika, reprezentant Kolumbii, od 2023 roku zawodnik Millonarios.